# Karin Aichhorn
Karin Aichhorn, coniugata Wetzlinger (Salisburgo, 23 marzo 1950), è un'ex cestista austriaca.

## Carriera
Con l'Austria ha disputato due edizioni dei Campionati europei (1970, 1972).